# Kanton Caen-1
Der Kanton Caen-1 ist seit 1973 ein französischer Wahlkreis im Département Calvados in der Region Normandie. Er umfasst einen Teilbereich der Stadt Caen und vier weitere Gemeinden im Arrondissement Caen und hat sein bureau centralisateur in Caen. Im Rahmen der landesweiten Neuordnung der französischen Kantone wurde er im Frühjahr 2015 erweitert.

## Gemeinden
Der Kanton besteht aus fünf Gemeinden und Gemeindeteilen mit insgesamt 29.334 Einwohnern (Stand: 1. Januar 2022) auf einer Gesamtfläche von 26,42 km²:
| Gemeinde             | Einwohner 1. Januar 2022 | Fläche km² | Dichte Einw./km² | Code INSEE | Postleitzahl |
| -------------------- | ------------------------ | ---------- | ---------------- | ---------- | ------------ |
| Bretteville-sur-Odon | 4.392                    | 6,46       | 680              | 14101      | 14760        |
| Caen                 | 18.096                   | 3,74       | 4.839            | 14118      | 14000        |
| Mouen                | 1.779                    | 4,16       | 428              | 14454      | 14790        |
| Tourville-sur-Odon   | 1.140                    | 1,70       | 671              | 14707      | 14210        |
| Verson               | 3.927                    | 10,36      | 379              | 14738      | 14790        |
| Kanton Caen-1        | 29.334                   | 26,42      | 1.110            | 1405       | –            |

1. ↑   Nur der südwestliche Teil der Gemeinde, der Rest verteilt sich auf die Kantone Caen-2, Caen-3, Caen-4 und Caen-5.

## Geschichte
Der Kanton wurde am 4. März 1790 im Zuge der Einrichtung der Départements als Teil des damaligen „District de Caen“ gegründet. Mit der Schaffung der Arrondissements am 17. Februar 1800 wurde der Kanton als Teil des damaligen Arrondissements Caen neu zugeschnitten.
Bis zur landesweiten Neuordnung der französischen Kantone im März 2015 gehörten zum Kanton Caen-1 außer einem Stadtteil von Caen noch die Gemeinde Bretteville-sur-Odon. Er besaß vor 2015 den INSEE-Code 1408.

## Politik
| Vertreter im Departementrat | Vertreter im Departementrat     | Vertreter im Departementrat |
| Amtszeit                    | Namen                           | Partei                      |
| --------------------------- | ------------------------------- | --------------------------- |
| 2004–2011                   | Luc Duncombe                    | Nouveau Centre              |
| 2011–2015                   | Jean Lemarié                    | PS                          |
| 2015–2017                   | Sonia De La Provôté             | UDI                         |
| 2017–2021                   | Sophie Simonnet                 | DVD                         |
| 2015–2021                   | Ludwig Willaume                 | LR                          |
| 2021–                       | Sophie Simonnet Ludwig Willaume | DVD LR                      |